# 山口協佳
山口 協佳（やまぐち きょうか、1981年7月4日 - ）は、日本の女性声優。東京都出身。青年座映画放送に所属。

## 人物
以前はプロダクション・エースに所属していた。
資格・趣味・特技は剣道初段、書道七段、法務博士、テニス、水泳、家電。

## 出演
太字はメインキャラクター。

### テレビアニメ
2013年
- ブラッドラッド

2014年
- まじもじるるも
- 棺姫のチャイカ
- 風雲維新ダイ☆ショーグン

2015年
- 櫻子さんの足下には死体が埋まっている（藤岡の親戚）
- 対魔導学園35試験小隊（孤児院院長、西園寺桔梗）

2016年
- アクティヴレイド -機動強襲室第八係- 2nd（主婦）

2017年
- 神撃のバハムート VIRGIN SOUL（女看守、看守）

2018年
- DOUBLE DECKER! ダグ&キリル（リマ）

2022年
- 明日ちゃんのセーラー服（管理人）

2023年
- ゾン100〜ゾンビになるまでにしたい100のこと〜（避難民A）

2025年
- アン・シャーリー（近所のおばさん）

### 吹き替え

#### 映画
- 愛すべき夫妻の秘密（マデリン・ピュー〈アリア・ショウカット〉）
- アウトロー
- アブノーマル・バケーション
- イングリッシュ・ペイシェント（看護士）※Netflix版
- インパクト・アース（ステラ・ハリソン〈ブルック・ラングトン〉）
- 宇宙船レッド・ドワーフ号シーズン11（警官女）
- ウルフ・オブ・ウォールストリート
- エクソダス:神と王
- エリア0＜ゼロ＞（ムーア）
- おとぎ話を忘れたくて
- オン・ザ・カム・アップ
- 海底47m（ケイト〈クレア・ホルト〉）
- THE GUILTY/ギルティ（デニーズ・ウェイド〈クリスティナ・ヴィダル〉）
- 恋のときめき乱気流（マリー）
- この茫漠たる荒野で（ドリス・ブードリン〈メア・ウィニンガム〉）
- 最強のふたり
- ジェーン・ザ・ヴァージン（ポリー）
- スコッターズ 〜不法占拠者〜
- SPY/スパイ（シャロン〈ジェシカ・チャフィン〉）
- ダイ・ハード/ラスト・デイ
- タイラー・レイク -命の奪還-
- チェイス・ザ・ドリーム
- チャーリーズ・エンジェル（イングリッド〈ハンナ・フックストラ〉[4]）
- ハード・ターゲット2 -ファイティング・プライド-（ソフィア〈ローナ・ミトラ〉）
- バイオハザード: ウェルカム・トゥ・ラクーンシティ[5]
- バトル・オブ・ザ・セクシーズ
- ブラックホール（ジェナ）
- プロメテウス
- マーダー・ミステリー
- ラスト・プリンセス 大韓帝国最後の皇女（ポクスン〈ラ・ミラン〉）
- リーガル・マインド 〜裏切りの法廷〜
- ロバート・デ・ニーロ エグザイル（ジョディ・フリン〈ジュリアン・ムーア〉）

#### ドラマ
- Xカンパニー 戦火のスパイたち（クリスティーナ・ブリーランド〈ララ・ジーン・コロステッキ〉）
- ザ・コミー・ルール 元FBI長官の告白（サリー・イエイツ〈ホリー・ハンター〉[6]）
- ザ・ラウデスト・ボイス -アメリカを分断した男-（ベス・エイルズ〈シエナ・ミラー〉[7]）
- セリング・サンセット 〜ハリウッド、夢の豪華物件〜（メアリー）
- NCIS 〜ネイビー犯罪捜査班

#### アニメ
- あの夏のルカ（巡査部長[8]）
- クロース
- ストレンジ・ワールド/もうひとつの世界[9]
- ドラゴンズドグマ
- フリージ（メイド、刑務官、女囚人F、警察署長、女性客）
- ミッチェル家とマシンの反乱（パル[10]）

#### ボイスオーバー
- ソーイング・ビー
- スゴ腕どうぶつドクター（ドクター・エミリー）